# WISE 0713-2917
WISE 0713-2917 är ensam stjärna av spektralklass Y0, belägen i den södra delen av stjärnbilden Stora hunden. Den har en skenbar magnitud av ca >19,3 och kräver ett teleskop med kamera för att kunna observeras. Baserat på trignometrisk parallax 0,106 ± 0,013 bågsekund, beräknas den befinna sig på ett avstånd på ca 31 ljusår (9 parsek) från solen.

## Observation
WISE 0713-2917 upptäcktes 2012 av J. Davy Kirkpatrick et al. från data som samlats in av Wide-field Infrared Survey Explorer (WISE) i infraröda bandet med NASA:s 40 cm-teleskop, vars uppdrag varade från december 2009 till februari 2011. År 2012 publicerade de en artikel i The Astrophysical Journal, där de presenterade upptäckten av sju nya bruna dvärgar av spektraltyp Y funna av WISE, bland vilka också fanns WISE 0713-2917.